# Lesão da medula espinhal
A lesão da medula espinhal (LME) é um dano à medula espinhal que causa danos temporárioss ou permanentes em sua função. Os sintomas podem incluir perda de função muscular, sensibilidade, ou função autônoma nas partes do corpo servidas pela medula espinhal abaixo do nível da lesão. A lesão pode ocorrer em qualquer nível da medula espinhal e pode ser completa, com perda total de sensação e função muscular nos segmentos sacrais inferiores, ou incompleta, significando que alguns sinais nervosos são capazes de viajar além da área lesionada da medula até os segmentos sacrais S4-5 da medula espinhal. Dependendo da localização e gravidade do dano, os sintomas variam, desde formigamento até paralisia, incluindo incontinência intestinal ou urinária. Os resultados a longo prazo também variam amplamente, desde uma recuperação completa até uma tetraplegia permanente (também chamada de quadriplegia) ou paraplegia. As complicações podem incluir atrofia muscular, perda de controle motor voluntário, espasticidade, escaras, infecções e problemas respiratórios.

## Síndromes
Algumas síndromes são causadas pela lesão da medula espinhal:
- Síndrome medular central
- Síndrome de Brown-Séquard
- Síndrome medular anterior
- Tabes dorsalis
- Síndrome do cone medular
- Síndrome da cauda eqüina